# Euphorbia intricata
Euphorbia intricata är en törelväxtart som beskrevs av Susan Carter. Euphorbia intricata ingår i släktet törlar, och familjen törelväxter. Inga underarter finns listade i Catalogue of Life.